# Новоярковский сельсовет (Новосибирская область)
Новоярковский сельсовет — сельское поселение в Барабинском районе Новосибирской области Российской Федерации.
Административный центр — село Новоярково.

## История
Статус и границы сельского поселения установлены Законом Новосибирской области от 2 июня 2004 года № 200-ОЗ «О статусе и границах муниципальных образований Новосибирской области»

## Население
| 2002 | 2010 | 2012 | 2013 | 2014 | 2015 | 2016 |
| ---- | ---- | ---- | ---- | ---- | ---- | ---- |
| 1083 | ↘934 | ↗936 | ↘901 | ↘840 | ↘822 | ↘820 |
| 2017 | 2018 | 2019 | 2020 | 2021 |      |      |
| ↘792 | ↘788 | ↘777 | ↘764 | ↘757 |      |      |

## Состав сельского поселения
| № | Населённый пункт | Тип населённого пункта       | Население |
| - | ---------------- | ---------------------------- | --------- |
| 1 | Новоярково       | село, административный центр | ↘584      |
| 2 | Староярково      | деревня                      | ↘79       |
| 3 | Тополевка        | посёлок                      | ↘258      |
| 4 | Чистоозёрка      | деревня                      | ↘13       |